# Inge Brück

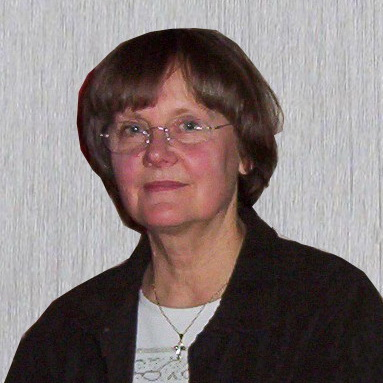
Inge Brück

Inge Brück (Mannheim, Alemanha, 12 de outubro de 1936) é uma cantora e atriz alemã. Brück foi a representante da Alemanha no Festival Eurovisão da Canção 1967, com a canção "Anouschka".

## Carreira
Brück começou sua carreira cantando com a Orquestra de Dança Erwin Lehn, onde o pianista alemão Horst Jankowski conseguiu que Brück aparecesse na televisão com Hans-Joachim Kulenkampff, pelo que depois pôde obter um contrato discográfico. Em 1957, lança o single de sucesso ""Peter, komm heut' abend zum Hafen", uma versão da cpopuar canção "Green Door", que chegou até ao 7º lugar nas paradas musicais alemãs. Do final dos anos 1950 até o inicio dos anos 1960, fez numerosas presenças em televisão, em musicais e no teatro, além de diversas participações junto de orquestras como as de Jankowski  Hazy Osterwald.
Logo após a vitória no Festival Internacional da Canção do Brasil em 1966, Brück foi selecionada pela Norddeutscher Rundfunk para representar a Alemanha no Festival Eurovisão da Canção 1967. A canção, "Anouschka" foi  elegida internamente pelo canal. Finalmente, a canção ficou em 8° lugar com 7 pontos.
Após a sua participação no Festival Eurovisão da Canção, Brück decidiu dedicar-se à atuação, e em 1970 protagonizou uma série de 13 episódios para o canal de televisão alemão ZDF, chamada Miss Molly Mill. Desde a década de 1970, Brück se tem dedicado à produção de canções de teor religioso. É membro de uma iniciativa chamada Künstler für Christus (Artistas para Cristo) juntamente de Katja Ebstein e Peter Horton, também participantes de edições anteriores do Festival Eurovisão da Canção.